# Садовое (Тамбовский район)
В Амурской области также есть сёла Садовое в Благовещенском городском округе и Садовое в Ивановском районе.
Садо́вое — село в Тамбовском районе Амурской области России. Административный центр Садовского сельсовета.

## География
Село Садовое стоит в долине реки Большой Алим (левый приток Амура).
Село Садовое находится в 10 км к западу от автодороги областного значения от Тамбовка — Ивановка.
Расстояние до административного центра Тамбовского района села Тамбовка — 16 км.
На север от села Садовое идёт дорога к селу Лозовое и на автотрассу Благовещенск — Толстовка, на юг — к селу Лермонтовка, на запад — к селу Дроново Благовещенского района.

## Население
| 2002 | 2010 | 2012 | 2013 | 2014 | 2015 | 2016 |
| ---- | ---- | ---- | ---- | ---- | ---- | ---- |
| 1061 | ↘961 | ↘947 | ↘896 | ↘865 | ↗867 | ↘865 |
| 2017 | 2018 |      |      |      |      |      |
| ↗876 | ↘865 |      |      |      |      |      |

## Улицы
| - ул. 50 лет Октября, - ул. Золотницкого, - ул. Калинина, - ул. Ленина, | - ул. Молодёжная, - ул. Новая, - пер. Озёрный, - пер. Почтовый, | - ул. Садовая, - ул. Солнечная, - ул. Строительная, - ул. Юбилейная. |

## Экономика
Сельскохозяйственные предприятия Тамбовского района.